# Domenico De Angelis (1852-1904)
Domenico De Angelis (Rome, 1852 – aldaar, maart, 1904) was een Italiaans schilder en decorateur. Hij is voornamelijk bekend vanwege zijn fresco's en decoraties in Brazilië in het Teatro Amazonas (in Manaus) en het Teatro da Paz (in Belém). Zijn muurschilderingen bestaan voornamelijk uit heilige thema's.

## Biografie
Opvallend is dat over De Angelis weinig tot geen kritische en analytische beschouwingen van zijn werk aanwezig is, ondanks zijn nadrukkelijke aanwezigheid van van werken in de regio Para. Ook ontbreekt enige vermelding van zijn naam in standaard werken als die van Emmanuel Bénézit, Dictionnaire des Peintres, Sculpteurs, Dessinateurs et graveurs.
De Angelis volgde zijn opleiding aan de Accademia di San Luca in Rome waar hij een leerling was van onder andere Cavalieri Carta en Francesco Podesti. Hij werkte nauw samen met Giovanni Capranesi, eveneens schilder en decorateur. Samen met Capranesi werkte hij onder andere aan de decoratie van een kapel in de Sant'Ignazio te Rome.
De Angelis werd voor het eerst uitgenodigd om naar Brazilië te komen door Antônio de Macedo Costa de bisschop van Pará, die bezig was met de verbouwing van de kathedraal van Belém. Later vertrok hij met Capranesi wederom naar Brazilië om te werken aan de operazalen in Manuas en Belém. De regio waar De Angelis werkte kende een enorme economische bloei als gevolg van de Eerste rubberhausse.
Het ontwerp en uitvoer van het monument Abertura dos Portos wat zich voor het Teatro Amazone bevindt en dat memoreert aan de opening van de haven São Sebastião, wordt ook toegeschreven aan De Angelis.
Hun Braziliaanse connecties leidde ook tot de opdracht en samenwerking van Capranesi en De Angelis, om na de dood van componist Carlos Gomes een schilderij te maken rondom het sterfbed van de componist. Últimos dias de Carlos Gomes (1899) geeft een representatie van historische personen in een fictieve setting weer.
Naast fresco's en decoraties zijn er ook eigen werken van De Angelis bekent, hij schilderde onder andere landschappen en allegorieën. Een veelgebruikt thema in zijn werk zijn scènes van het Italiaanse volksleven, hij gebruikte hiervoor ook de techniek van het aquarellen. 
Zijn dood leidde tot een groot gemis bij de bevolking van Manaus, alwaar hij nog diverse contracten had binnengehaald voor toekomstige projecten. 

## Galerij

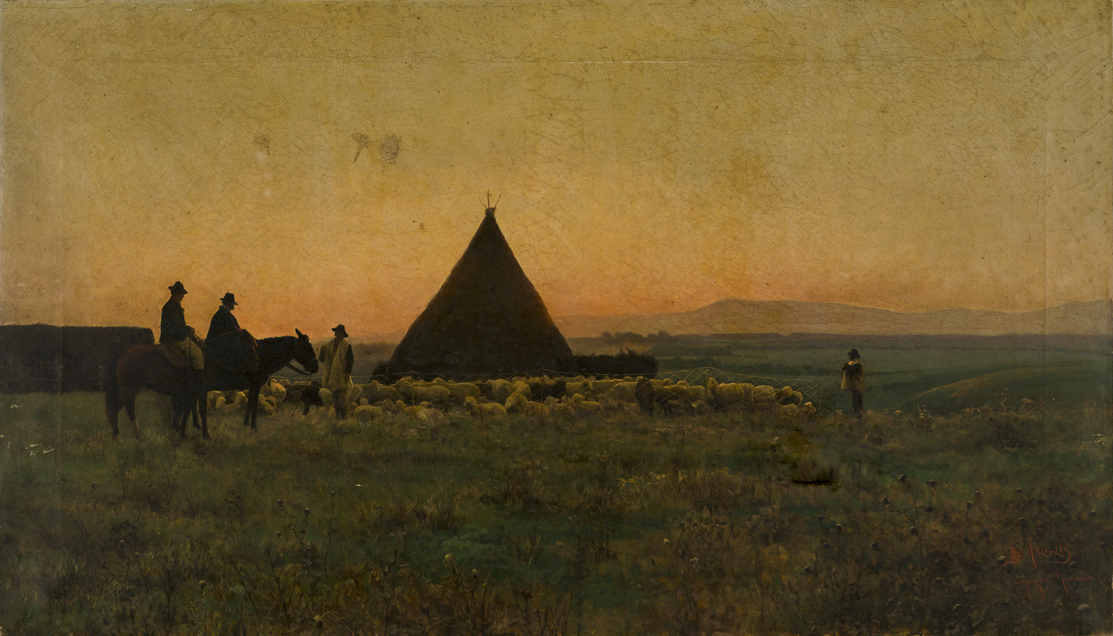
Landschap met herders in de Campagna buiten Rome
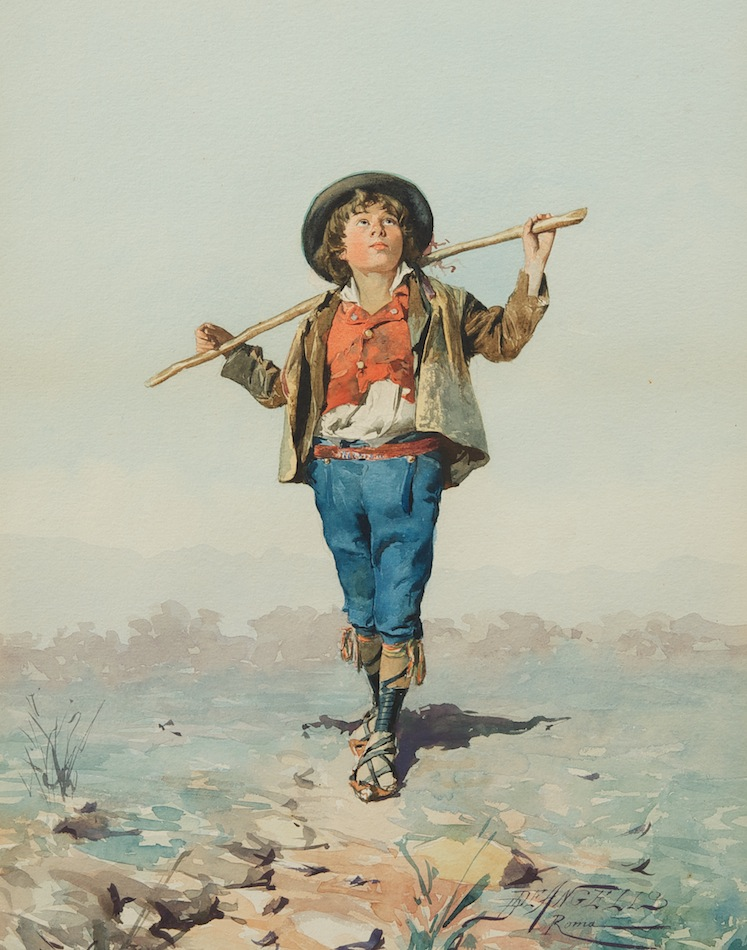
Portret in waterverf
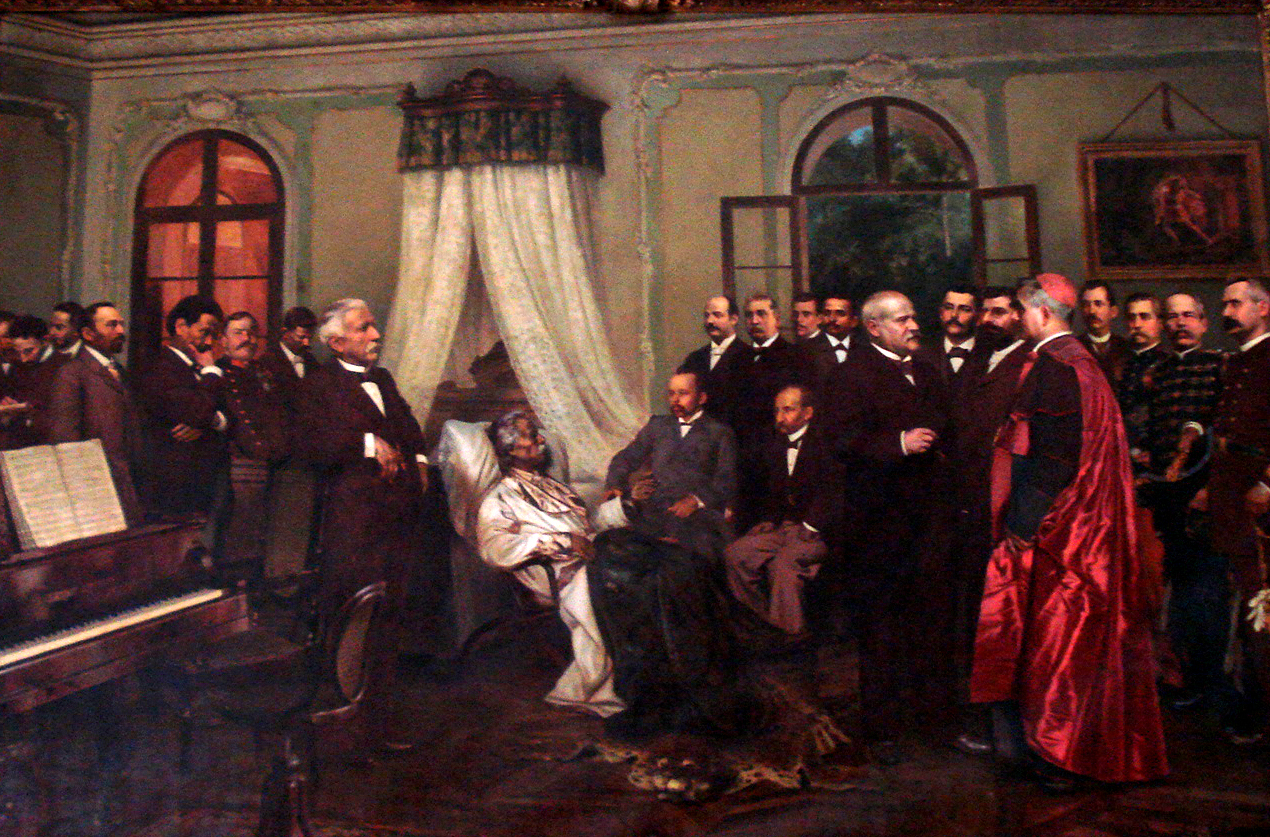
Últimos dias de Carlos Gomes (1899)
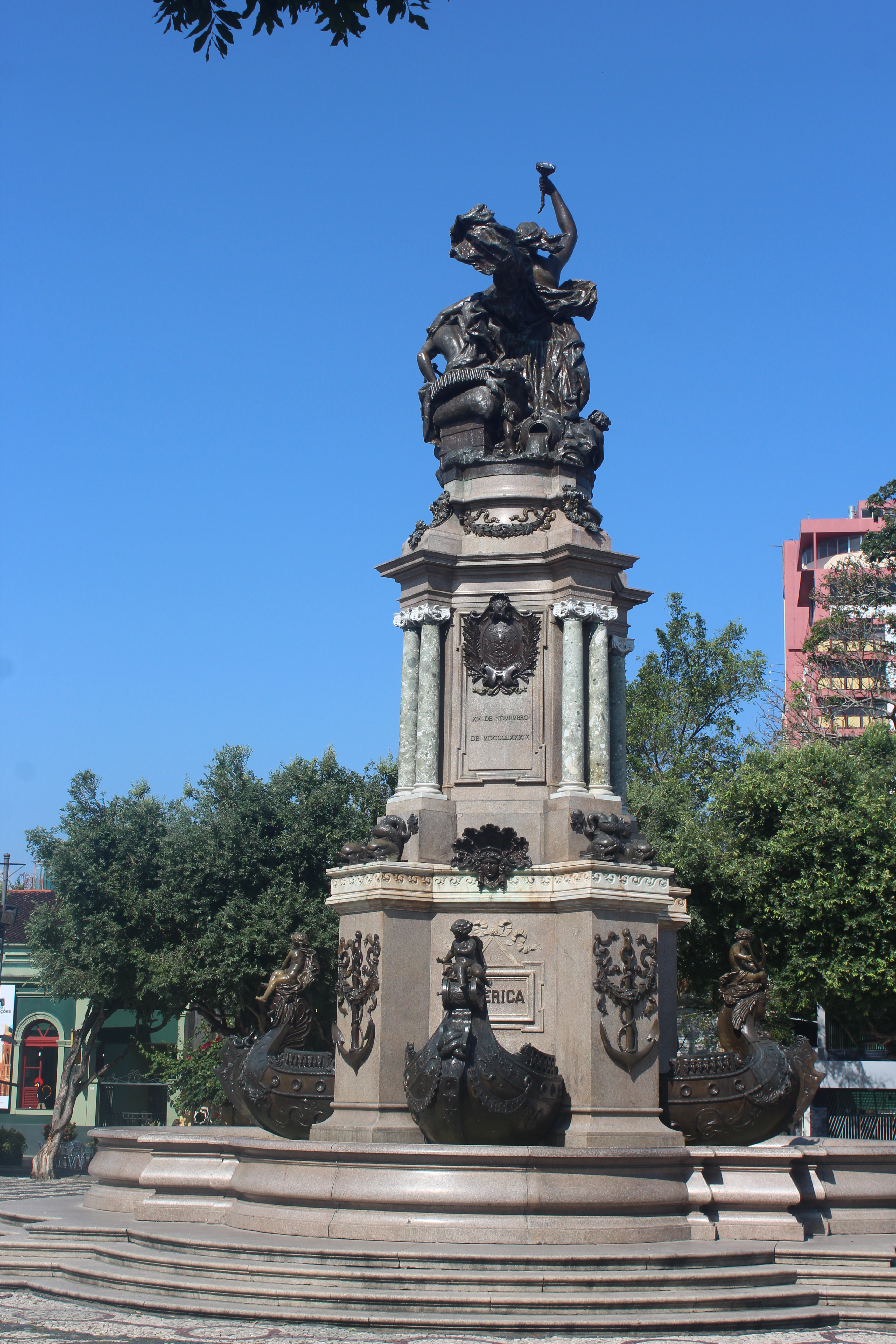
Monument Abertura dos Portos (1900)